# Тар-Айїмський крен
«Тар-айїмський крен» (англ. «The Tar-Aiym Krang») — науково-фантастичний роман американського письменника-фантаста Алана Діна Фостера 1972 року. Це перший роман, написаний Аланом Діном Фостером, і другий епізод за  внутрішньою хронологією серіалу «Піп та Флінкс», хоча вступний епізод насправді був написаний більше десяти років потому (англ. «For Love of MotherNot», 1983). 
Подібно до багатьох інших творів Фостера, дія відбувається у всесвіті Співдружності людей. Саме цей роман Фостера, який поклав початок як цьому його всесвіту, так і став дебютом для двох найбільш повторюваних та найпопулярнішим персонажам Фостера — Піпу та Філіпу Лінксу (більше відомому як Флінкс).
Роман можна вважати прикладом космічної опери, піджанру наукової фантастики; італійський критик Ріккардо Валла  порівнює його, зокрема, з творами «Золотої епохи» наукової фантастики.

## Зав'язок роману
Роман починається в Дралларі, столиці планети Мот, місті сильних соціальних нерівностей і тіньових угод. Після насиченої подіями міжзоряної подорожі дія переноситься на продуту вітрами планету, покинуту тисячоліттями, де тар-аїми (легендарний нелюдський вид) створили свій найнеймовірніший артефакт Крен.

## Стислий сюжет
Молодий Філіп Лінкс («Флінкс») — головний герой роману; у супроводі свого міні-дракона Піпа він володіє помірними телепатичними здібностями, які використовує, щоб підтримувати себе, виступаючи на вулиці та на ринку.
Флінкс на щастя знаходить зоряну мапу на трупі незнайомця. Потім його наймають як провідника двоє вчених, людина Це-Мелорі та транкс Трузензузекс, які приводять їх до житлового кварталу, де живе багатий торговець Малайка. Вони пропонують Малайці взяти участь у пошуках Крена, останнього таємничого плоду стародавньої цивілізації тар-айїмів. Тоді виявляється, що зоряна мапа, якою володіє Флінкс, стосувалася місця розташування Крена. На пошуки таємничого артефакту вирушає міжзоряний корабель, на якому, окрім двох учених, торговця та Флікса з його міні-драконом, подорожують два пілоти корабля -  суворий тілоохоронець Вульф та закохана в магната Ата, а також молода коханка Малайки з минулим елітної повії.
Подорож виявляється досить насиченою пригодами та герої стикатимуться  різноманітним антагоністам, що створюють перешкоди, і завершується відкриттям таємниці Крена. Під час дії приладу,  що є одночасно і зброєю і музичним інструментом, Флінкс матиме можливість удосконалити свій характер і свої телепатичні навички.

## Видання
- The Tar-Aiym Krang. Del Rey Books. 1972. ISBN 0-345-30280-X.

- Il mistero del Krang (вид. Cosmo Argento). Editrice Nord. 1975. ISBN 88-429-0048-6.